# Душка (фільм)
«Душка» — радянський художній фільм 1966 року, режисера Сергія Колосова за однойменною повістю А. П. Чехова. Зйомки проходили в Суздалі.

## Сюжет
«Душка» Ольга Семенівна Племянникова всю себе присвячує родині й чоловікові. Спочатку вона стає дружиною антрепренера Івана Петровича і всю її увагу звернено до театру і трупи. Але щастя було недовгим, поховавши чоловіка, Ольга Семенівна виходить заміж за завідувача складу Василя Андрійовича. Незабаром вона вже міркує тільки про порядок на складі та в лісовому господарстві, повторюючи улюблені фрази чоловіка. Однак і другий її чоловік скоро помер. Ольга Семенівна виходить заміж втретє. Тепер її улюблена тема — ветеринарна справа. Всіх чоловіків Ольга Семенівна любить однаково глибоко і віддано. Своїх дітей Ользі Семенівні мати не судилося; останній чоловік залишив їй дитину від першого шлюбу, якого вона виховує як рідного сина.

## У ролях
- Людмила Касаткіна — Ольга Семенівна Племянникова, дочка колезького асесора
- Ролан Биков — Іван Петрович, перший чоловік, антрепренер
- Петро Константинов — Василь Васильович, актор
- Роман Ткачук — Василь Андрійович, другий чоловік, керуючий лісоскладом
- Валентин Нікулін — Володимир Платонович, цивільний чоловік, ветеринар
- Валентина Березуцька — Мавра, домробітниця
- Сергій Полушкін — Сашенька
- Ніна Агапова — Дадонська, акторка
- В'ячеслав Гостинський — ветеринар
- Любов Калюжна — сваха
- Герман Качин — військовий
- Віктор Колпаков — Євлампій Силич, режисер
- Борис Кордунов — редактор
- Галина Кравченко — Анна Сергіївна
- Віра Попова — старенька у церкві
- Надія Чередниченко — актриса
- Микола Кутузов — суфлер
- Сергій Никоненко — диригент
- Віктор Уральський — офіціант
- Інна Федорова — епізод
- Софія Гаррель — мати Сашка

## Знімальна група
- Автор сценарію: Сергій Колосов
- Режисер: Сергій Колосов
- Оператор: Володимир Яковлєв
- Художник: Михайло Карташов, Леонід Платов
- Композитор: Юрій Левітін